# Luciana Sbarbati

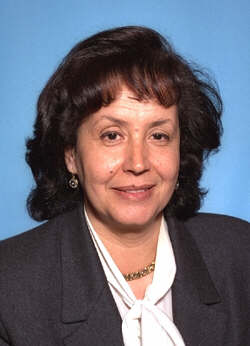
Luciana Sbarbati

Luciana Sbarbati (Rome, 10 mei 1946) is een Italiaans politica.
Luciana Sbarbati werd in 1999 in het Europees Parlement gekozen. Ze nam aanvankelijk zitting voor de Republikeinse Partij van Italië, maar, sinds 2001 voor de Movimento Repubblicani Europei, een Italiaanse republikeinse partij (fractie: ELDR)
Mevr. Sbarbati studeerde in 1969 af in de onderwijskunde en was van 1969 tot 1974 universitair docent. Van 1982 tot 1992 was zij hoofdleerkracht. In 1992 werd ze voor de Republikeinse Partij van Italië in de Kamer van Afgevaardigden gekozen. In 1999 werd Sbarbati in het Europees Parlement gekozenIn 2001 werd ze nationaal secretaris van de Movimento Repubblicani Europei, een linkse afsplitsing van de PRI die ontevreden was over de toetreding van die partij tot Berlusconi's Huis van de Vrijheden. In 2004 werd Sbarbati in het Europarlementariër herkozen.